# Slizoplodovité
Slizoplodovité (Pittosporaceae) je čeleď vyšších dvouděložných rostlin z řádu miříkotvaré (Apiales). Jsou to dřeviny s tuhými jednoduchými listy, rozšířené v tropech a subtropech Starého světa, především v Austrálii. Ve Středomoří se jako okrasný keř často pěstuje slizoplod tobira.

## Charakteristika
Slizoplodovité jsou stromy, keře a liány se stálezelenými střídavými listy bez palistů. U některých zástupců jsou listy nahloučené na koncích letorostů a zdánlivě přeslenité. Čepel listů je kožovitá, většinou celokrajná, výjimečně zubatá nebo laločnatá. Rostliny jsou někdy trnité.
Květy jsou obvykle oboupohlavné, pravidelné a pětičetné, jednotlivé nebo v květenstvích různých typů, nejčastěji ve vrcholících nebo chocholících. Kališní lístky jsou volné nebo krátce na bázi srostlé, koruna je volná nebo srostlá v různě dlouhou korunní trubku, nejčastěji bílá, žlutá, modrá nebo červená. Tyčinek je 5 a jsou umístěny naproti kališním lístkům. Semeník je svrchní, srostlý ze 2 až 3 (až 5) plodolistů, obvykle jednokomůrkový nebo nedokonale rozdělený na 2 až 5 komůrek, s mnoha vajíčky. Plodem je lokulicidní tobolka nebo bobule.
Čeleď slizoplodovité zahrnuje asi 200 druhů v 10 rodech. Na druhy nejbohatší je rod slizoplod (Pittosporum), obsahující kolem 140 druhů.

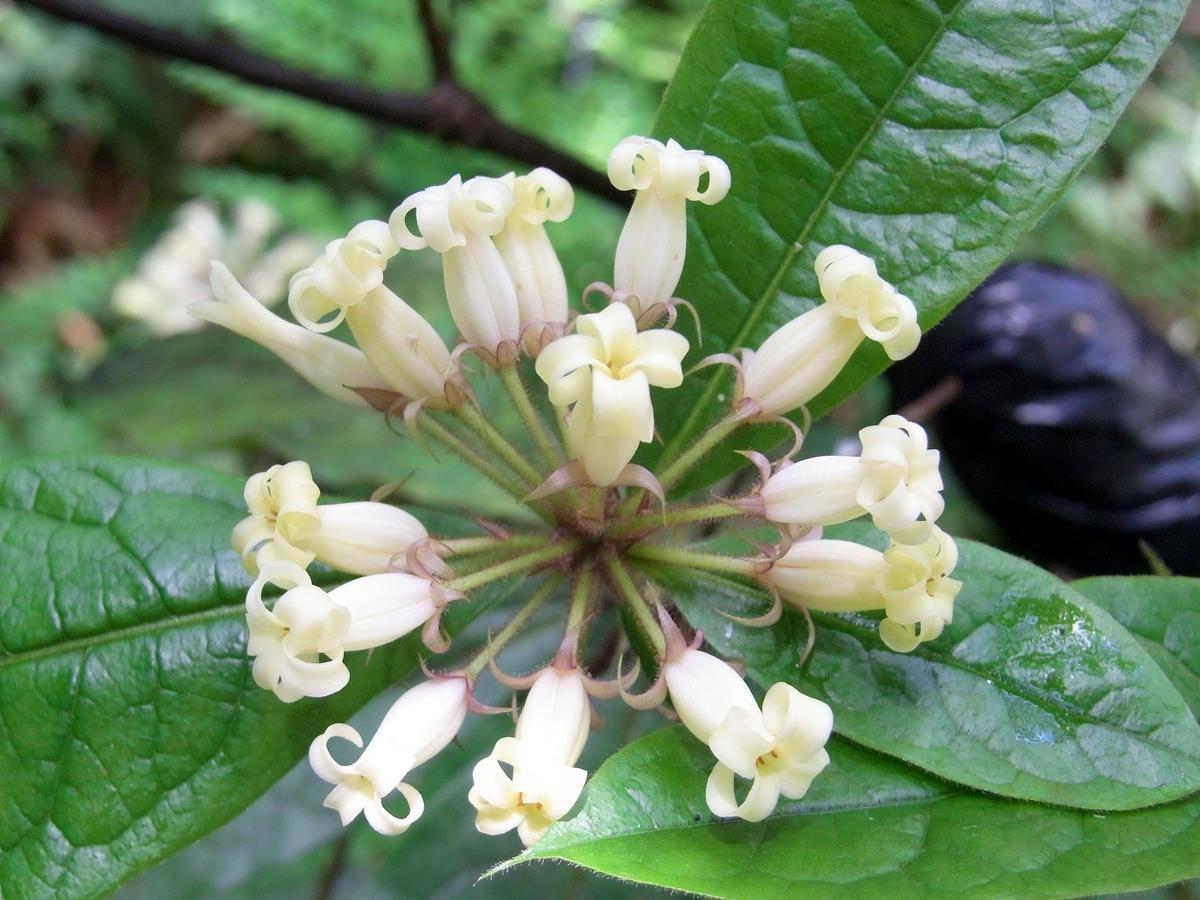
Slizoplod Pittosporum wingii
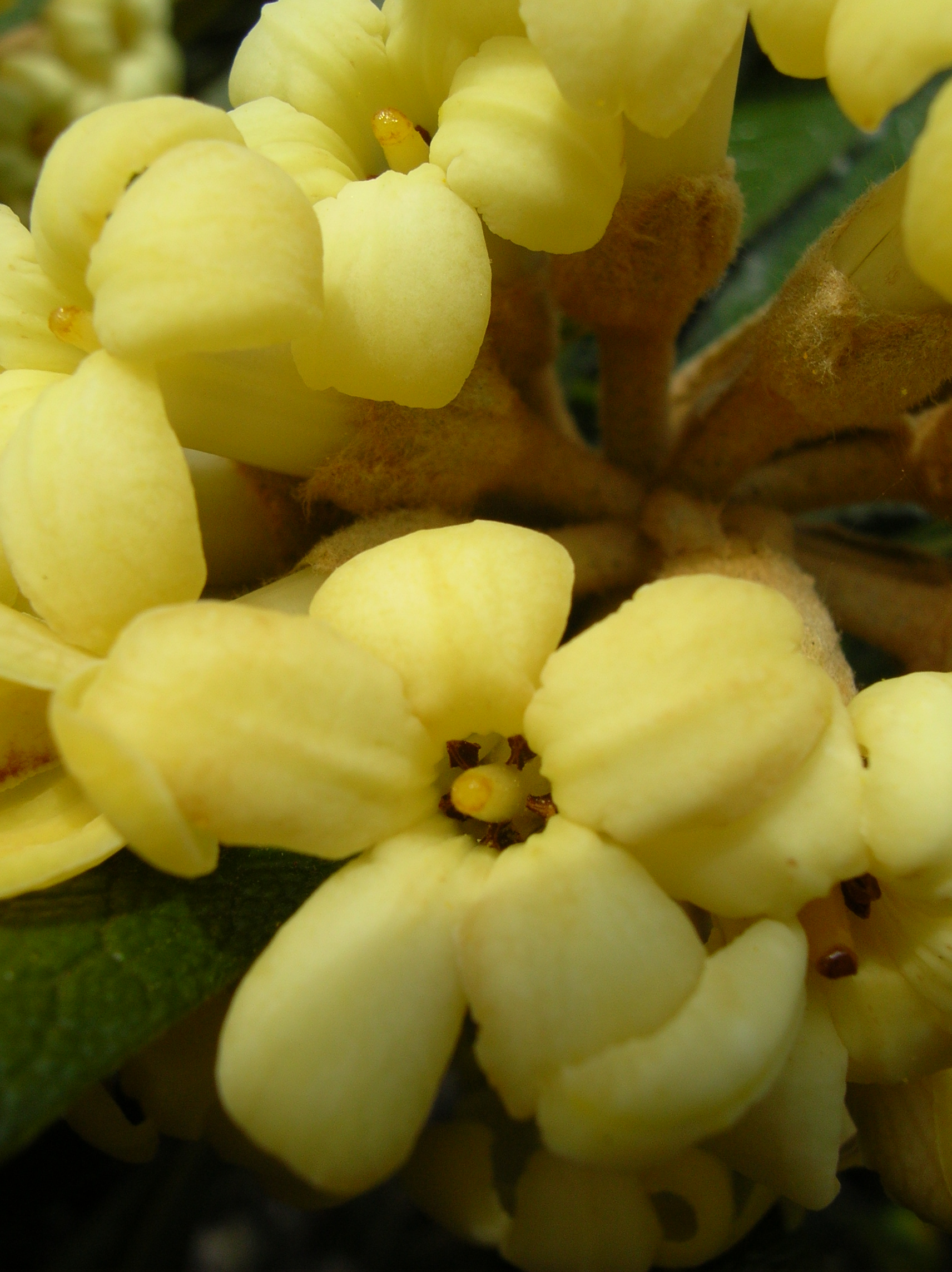
Slizoplod Pittosporum confertiflorum
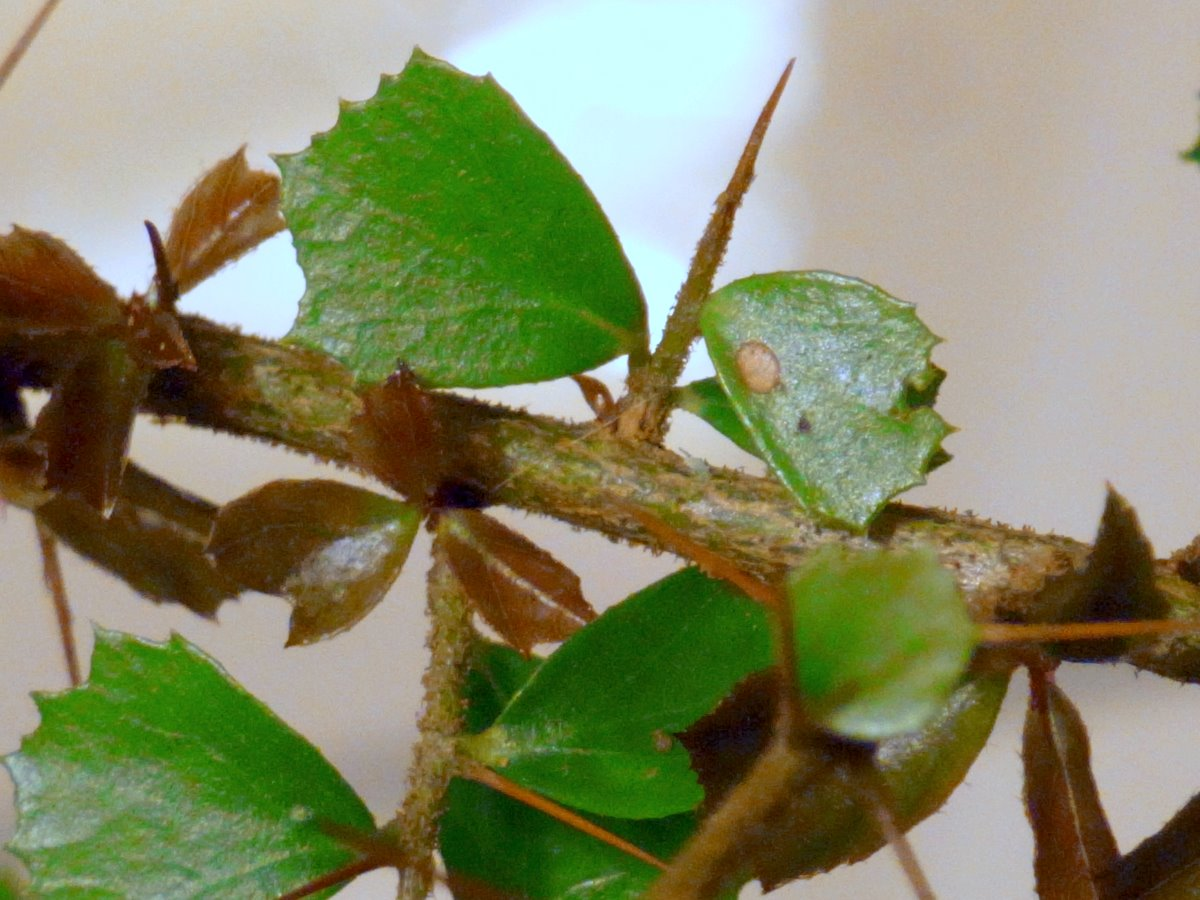
Slizoplod Pittosporum multiflorum
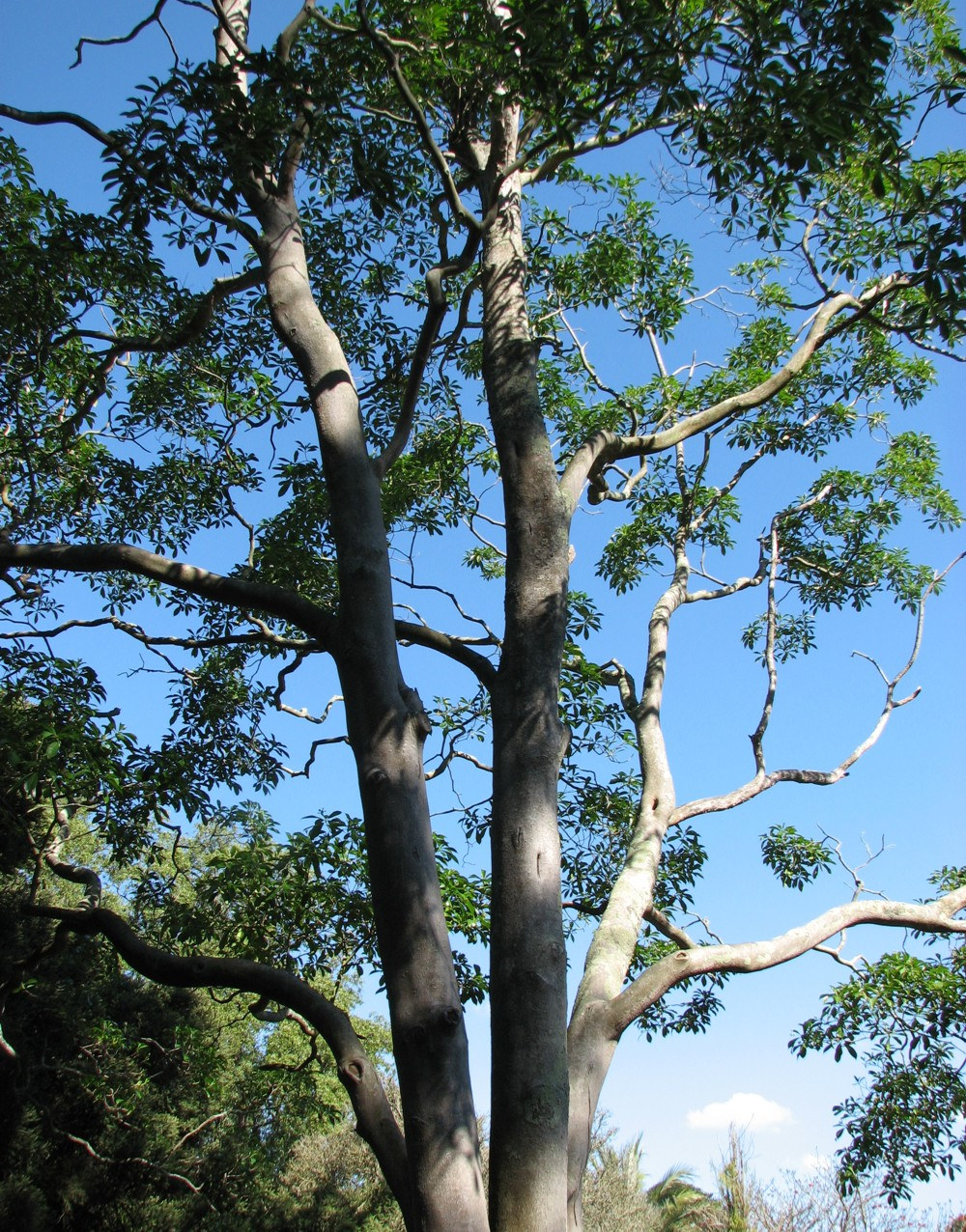
Hymenosporum flavum
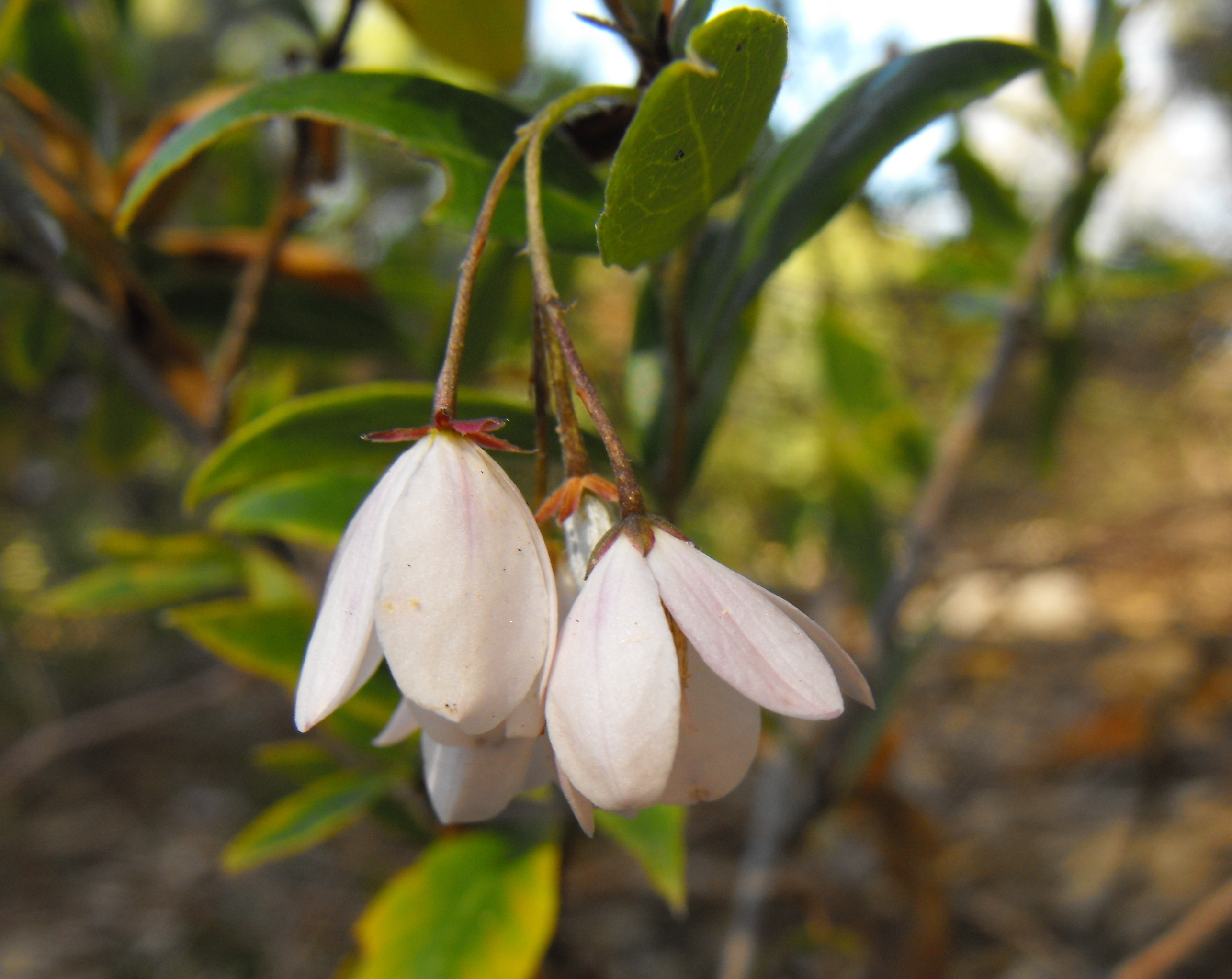
Svitečka Billardiera heterophylla
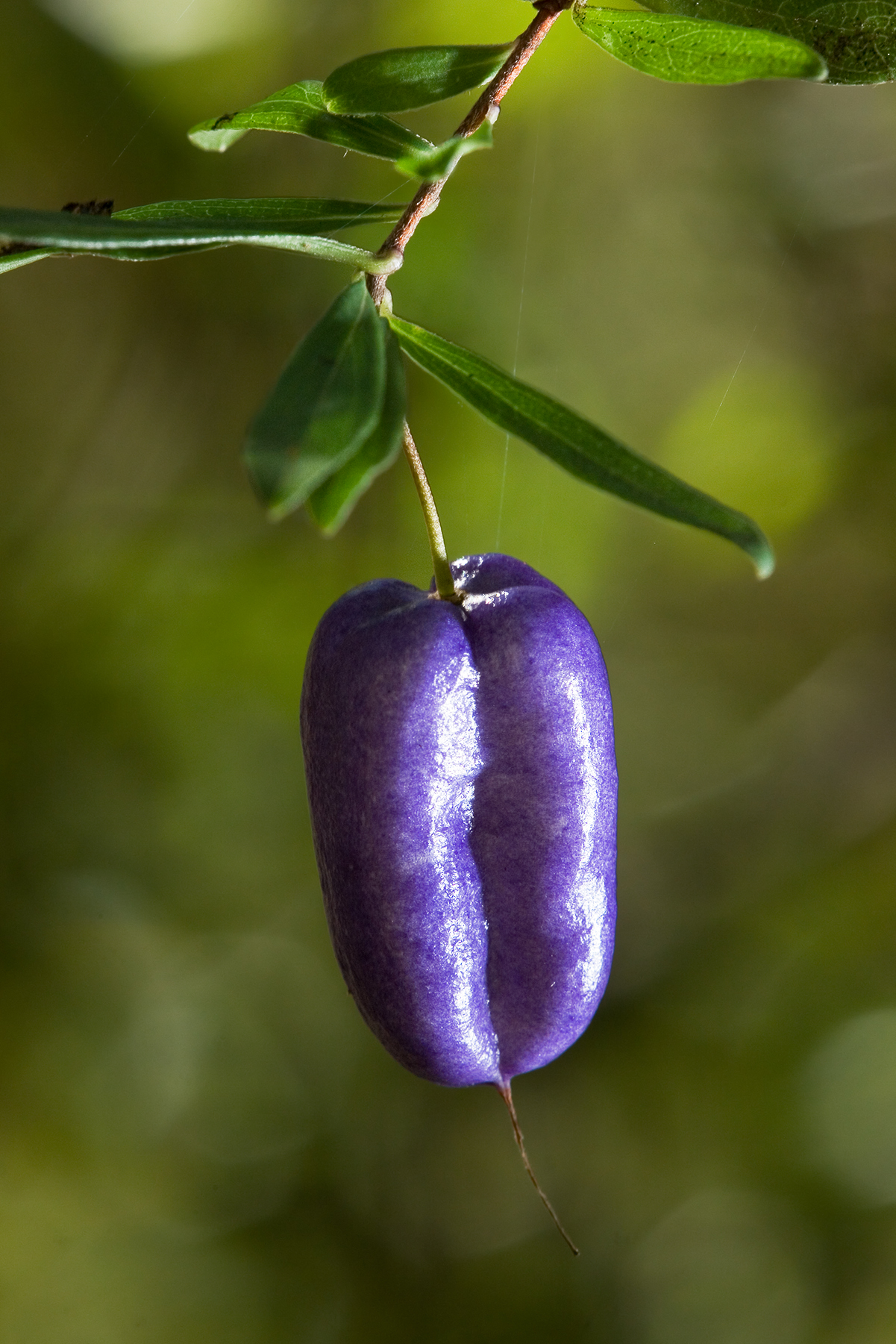
Drymophila cyanocarpa
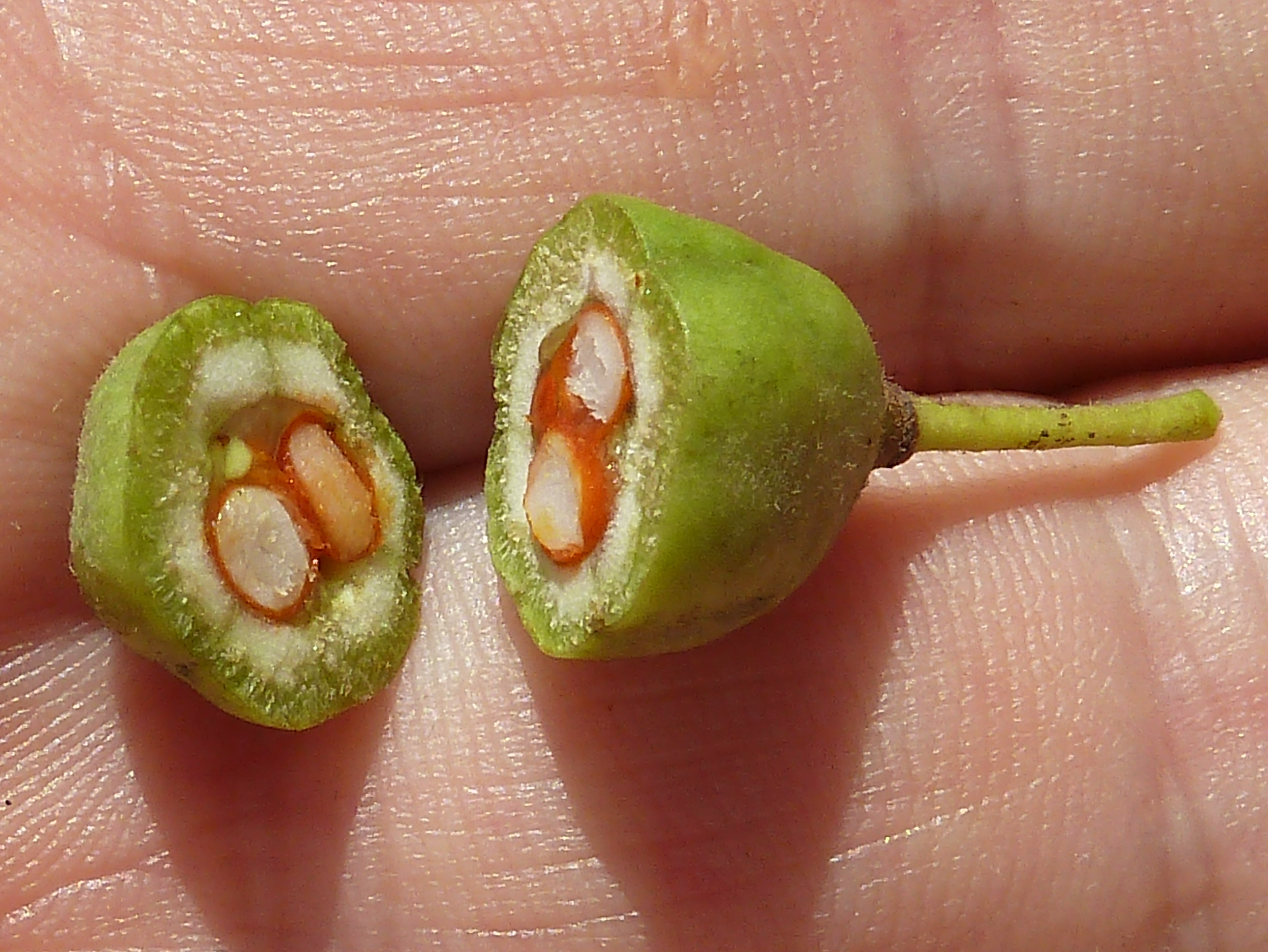
Plod slizoplodu tobira (Pittosporum tobira)

## Rozšíření
Slizoplodovité jsou rozšířeny v tropech Starého světa: v subsaharské Africe a na Madagaskaru, v tropické a východní Asii a v celé australské oblasti. Největší druhová diverzita je v Austrálii.

## Taxonomie
Dahlgren a Tachtadžjan řadili čeleď slizoplodovité do řádu Pittosporales v rámci nadřádu Aralianae. V Cronquistově systému jsou slizoplodovité součástí široce pojatého řádu růžotvaré (Rosales).
Podle kladogramů APG je nejblíže příbuznou sesterskou skupinou slizoplodovitých větev zahrnující čeledi miříkovité (Apiaceae), Myodocarpaceae a aralkovité (Araliaceae).

## Zástupci
- slizoplod (Pittosporum)
- svitečka (Billardiera)

## Význam

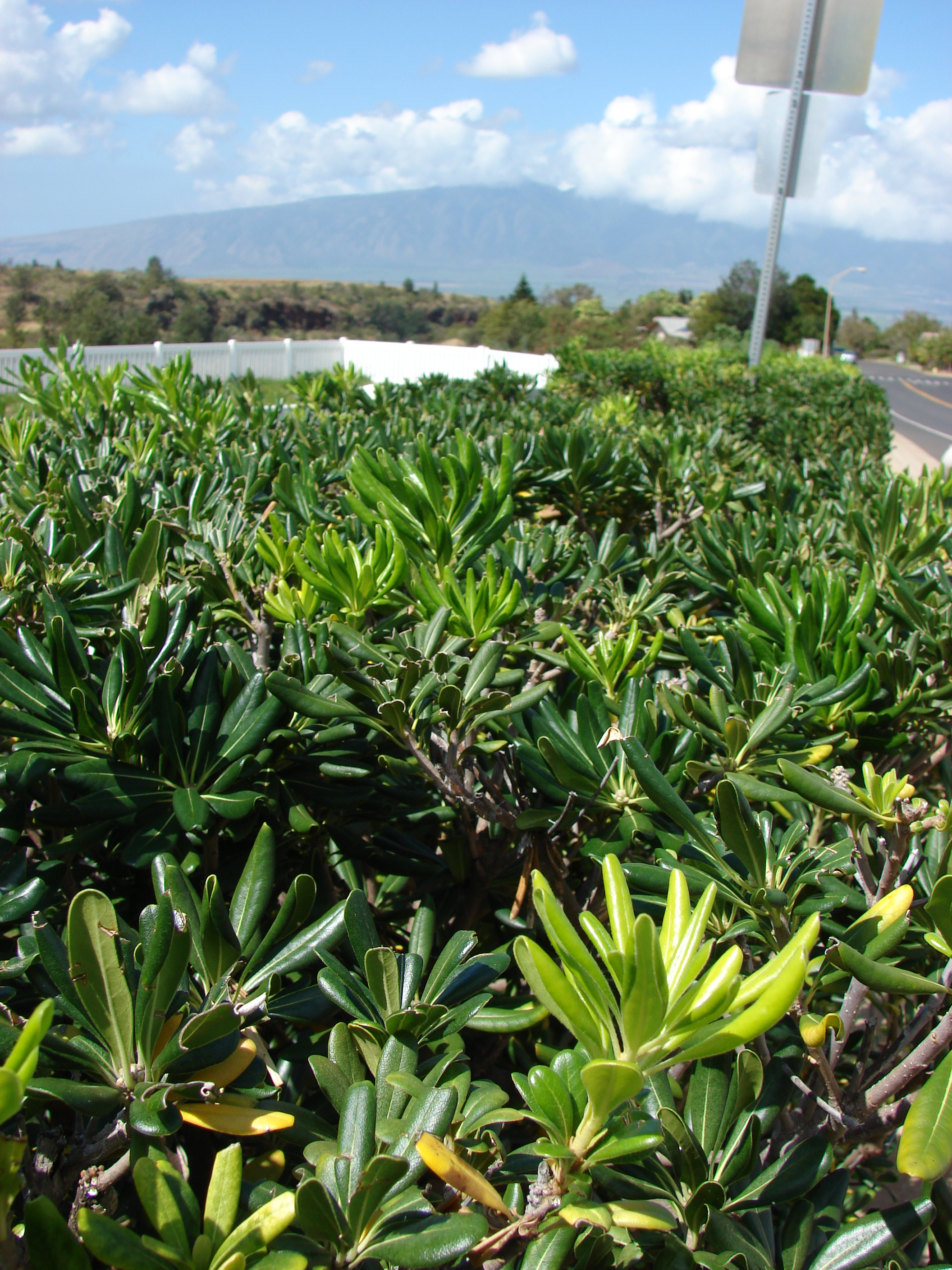
Slizoplod tobira (Pittosporum tobira)

Slizoplod tobira (Pittosporum tobira) je často pěstován ve Středomoří jako okrasná dřevina. Pochází z Japonska. Plody australské liány Billardiera longiflora jsou jedlé.

## Přehled rodů
Auranticarpa,
Bentleya,
Billardiera,
Bursaria,
Cheiranthera,
Hymenosporum,
Marianthus,
Pittosporum (včetně Citriobatus),
Rhytidosporum,
Xerosollya